# باغانسيابيابي
باغانسيابيابي (بالإنجليزية: Bagansiapiapi)‏ هي منطقة سكنية تقع في إندونيسيا في رياو. يقدر عدد سكانها بـ 82,500 نسمة ومساحتها 940.56 كم2 .